# 賛否
| ウィキペディアには「賛否」という見出しの百科事典記事はありません（タイトルに「賛否」を含むページの一覧/「賛否」で始まるページの一覧）。 代わりにウィクショナリーのページ「賛否」が役に立つかもしれません。 |